# Terminator Genisys
Terminator Genisys este un film SF american din 2015 regizat de Alan Taylor, după un scenariu de Laeta Kalogridis și Patrick Lussier. În rolurile principale joacă actorii Arnold Schwarzenegger, Emilia Clarke, Jason Clarke. Este al cincilea film din franciza Terminator și se prezintă ca un reboot al seriei.

## Prezentare
În anul 2029, liderul rezistenței umane John Connor (Jason Clarke) lansează o ofensivă finală masivă la Los Angeles împotriva Skynet (inteligența artificială care s-a întors împotriva creatorilor săi umani și care controlează roboții) ca  să obțină mașina timpului. Înainte ca Rezistența să  pună mâna pe mașina timpului, Skynet trimite înapoi un T-800 în anul 1984 pentru a o ucide pe mama lui John, Sarah Connor (Emilia Clarke). Kyle Reese (Jai Courtney) se oferă voluntar să meargă înapoi în timp pentru a o proteja și pentru a asigura existența lui John. Când Kyle plutește în câmpul magnetic al mașinii acesta primește un avertisment criptic al evenimentelor din anul 2017. Înainte ca Kyle să dispară observă cum unul dintre soldații Rezistenței îl atacă pe John.
T-800 sosește în 1984 Los Angeles, dar este ucis de Sarah și „Gardianul” (Arnold Schwarzenegger),  un model T-800 reprogramat. La scurt timp după ce Kyle este salvat de un T-1000 (Lee Byung-hun) de Sarah și de "Gardianul". Kyle află că linia cronologica inițiala a fost modificata. T-1000 este distrus int-o  canalizare, unde Sarah și  Gardianul se dezintegrează cu acid.
Sarah ai explică lui Kyle că The Guardian a fost trimis pentru a o proteja de T-1000 in 1973, unde sosirea Terminatorilor"au modificat istoria. Gardianul a construit o masina a timpului similara cu cea a lui Skynet și Sarah intenționează să-l folosească pentru a călători în 1997 pentru a schimba evenimentele care ar conduce la atacul initial Skynet asupra omenirii. Kyle este convins că viitorul a fost schimbat din cauza avertismentului pe care la primit și convinge pe Sarah și Gardianul că ar trebui să călătorească în 2017 în loc de 1997.
În 2017, Kyle și Sarah se materializeaza în mijlocul unei autostrăzi din San Francisco si sunt reținuți de poliție din oraș. Gardianul se afla la cateva ceasuri distanță și se indreapta catre spital . In timpul tratamentului pentru leziuni, Sarah și Kyle au  învatat cate ceva  despre "Genisys", un sistem de operare la nivel mondial care în curând va fi lansat. John Connor salvează pe Sarah și Kyle și duce perechea la un garaj de parcare. Guardian apare și al impusca , care apoi reinvie si se revelează a fi o nanomașină hibrid-T 3000. John explică faptul că la scurt timp după ce Kyle a fost trimis înapoi a fost infectat de Skynet în T-5000 formă (Matt Smith). Misiunea lui este de a asigura faptul că Cyberdyne Systems Corporation va primi tehnologia Skynet și asigura ascensiunea. John convinge cu insucces Sarah și Kyle să se alăture mașinilor. După o scurtă luptă T-3000 este incapabil temporar de o mașină IRM.
Guardianul al ia Kyle și Sarah într-o casă sigură lângă Podul Golden Gate, unde fac ultimele pregătiri pentru a distruge Genisys . T-3000  ai urmărește la Golden Gate Bridge, ceea ce duce la Kyle, Sarah, și Gardianul ce asigura luarea în custodia poliției. În așteptarea interogatoriului, Trio-ul este eliberat de detectivul O'Brien (JK Simmons). Sarah, John și Gardianul ia un elicopter de pe acoperiș și pleaca spre sediul Cyberdyne cu T-3000, în strânsă urmărire. În timpul goanei din  aer, Gardianul  sa aruncat in elicea elicopterului in care era   T-3000, cauzând prabusirea.
Supraviețuitor accidentului din  elicopter T-3000 intră în complexul Cyberdyne și avanseaza numărătoarea inversă de la 13 ore la 15 minute. Gardianul, Kyle și Sarah plantează bombe  în punctele cheie în instalația în timp ce al retin  pe T-3000 in bara de magnet. Mai târziu, Gardianul il atrage in capcana pe  T-3000 in campul magnetic al mașinii timpului prototip si o distruge-o, dar nu înainte de T-3000 ,el reușește să se arunce  într-o cuvă de lichid polialloy mimetic chiar sub câmpul magnetic. Înainte de explozia mașini, Kyle și Sarah ajung in buncărul de sub cladire . Explozia pornește bombele  și previne Genisys sa se raspandeasca  on-line. Gardianul, modernizat cu componente polialiaj mimetice, și îi ajută să găsească o cale de ieșire din moloz.
Mai târziu, după călătoria celor trei Kyle (Bryant Prince)  asi gaseste părinții și originea tinarului Kyle, unde adult Kyle repetă avertismentul despre Genisys la sine sau mai mic pentru a asigura evenimentele duce la sosirea lor în 2017. Sarah decide să rămână cu Kyle.
Într-o scenă , nucleul sistemului Genisys este prezentat și localizat într-o clădire foarte mare unde este copia mașinii timpului din viitor care mai apoi va exploda și va crea explozia distrugând în întregime genesis cea care mai apoi va lăsa peste tot pe glob explozii nucleare .Gardianul îi îndrumă către o cameră subterană ascunsă, ce le permite  să supraviețuiască exploziei.În care Gardianul își schimbă compoziția lui în una cu polialiaj mimetic ce se poate regenera și care e mai bună ca fosta.

## Distribuție
- Arnold Schwarzenegger în rolul lui Terminator
  - Aaron V. Williamson și Brett Azar în rolul lui Terminator (T-800 tânăr)[5][6]
- Jason Clarke în rolul lui John Connor[7]/T-3000[8]
- Emilia Clarke în rolul lui Sarah Connor[9]
- Jai Courtney în rolul lui Kyle Reese[7]
  - Bryant Prince în rolul lui Kyle Reese tânăr
- Lee Byung-hun[10] în rolul lui T-1000
- Matt Smith[11]
- J. K. Simmons în rolul lui Detective O'Brien[12]
- Gregory Alan Williams în rolul lui Detective Harding[13]
- Courtney B. Vance în rolul lui Miles Dyson
- Dayo Okeniyi în rolul lui Danny Dyson[14]
- Sandrine Holt[15]
- Douglas Smith[16]
- Michael Gladis în rolul lui  Lieutenant Matias[17]
- Griff Furst în rolul lui Burke[13]